# Скворцова, Елизавета Владимировна
Елизавета Владимировна Скворцова (р. 	7 мая 1978) — российский режиссёр анимационного кино. Окончила ВГИК в 2001 году  (мастерская компьютерной графики и анимации А. Горленко и В. Колесниковой).

## Фильмография

### Режиссёр
- 1999 — Дождь
- 1999 — Семьсорочек (сорежиссер Георгий Гитис)
- 2002 — Подожди, пожалуй
- 2003 — Дятлоws
- 2005 — Колыбельные мира
- 2011 — Везуха!
- 2014 — Буквальные истории
- 2016 — Джонни-Бони-Бо
- 2019 — Уточка и кенгуру
- 2020 — Тучкины штучки
- 2021 — Приключения Пети и Волка
- 2023 — Омичка

### Аниматор
- 2009 — Похождения лиса

## Фестивали и награды
- Гран-при I Международного анимационного фестиваля «Мультпрактика» в Воронеже за короткометражный фильм «Омичка»[1]
- Премия «Золотой орёл» за лучший анимационный фильм (2009)[2]
- Гран-при Анимация (Окно в Европу 2006)
- 2nd Prix Best Shot (Animadrid 2006)
- Best Non-fiction (Malescorto 2006)
- Гран-при и Первая премия в разделе анимации фестиваля PIXEL (фестиваль цифровых технологий и компьютерного искусства) Москва, 2003г.
- Специальный приз на Кинофестивале «Окно в Европу», 2003г.
- III место в номинации «Анимация» (VIII Международный Фестиваль Аниграф-Телекино 2000)
- Участник Российских фестивалей: Суздаль, «Святая Анна», Золотая рыбка, Послание к Человеку
- Участник международных фестивалей: Краков, Malescorto, Balkanima, Animadrid, Берлинале, Рим – ARCIPELAGO, Лейпциг